# Neuenegg
Neuenegg – gmina (niem. Einwohnergemeinde) w Szwajcarii, w kantonie Berno, w regionie administracyjnym Bern-Mittelland, w okręgu Bern-Mittelland.

## Demografia
W Neueneggu mieszka 5 601 osób. W 2020 roku 15,3% populacji gminy stanowiły osoby urodzone poza Szwajcarią.

## Transport
Przez teren gminy przebiega autostrada A12 oraz drogi główne nr 12 i nr 233.